# HD45638
HD45638 — хімічно пекулярна зоря спектрального класу A9, що має видиму зоряну величину в смузі V приблизно  6,6.
Вона  розташована на відстані близько 198,3 світлових років від Сонця.

## Фізичні характеристики
Зоря HD45638 обертається 
порівняно повільно 
навколо своєї осі. Проєкція її екваторіальної швидкості на промінь зору становить  Vsin(i)= 44км/сек.